# Strzępka szkieletowa

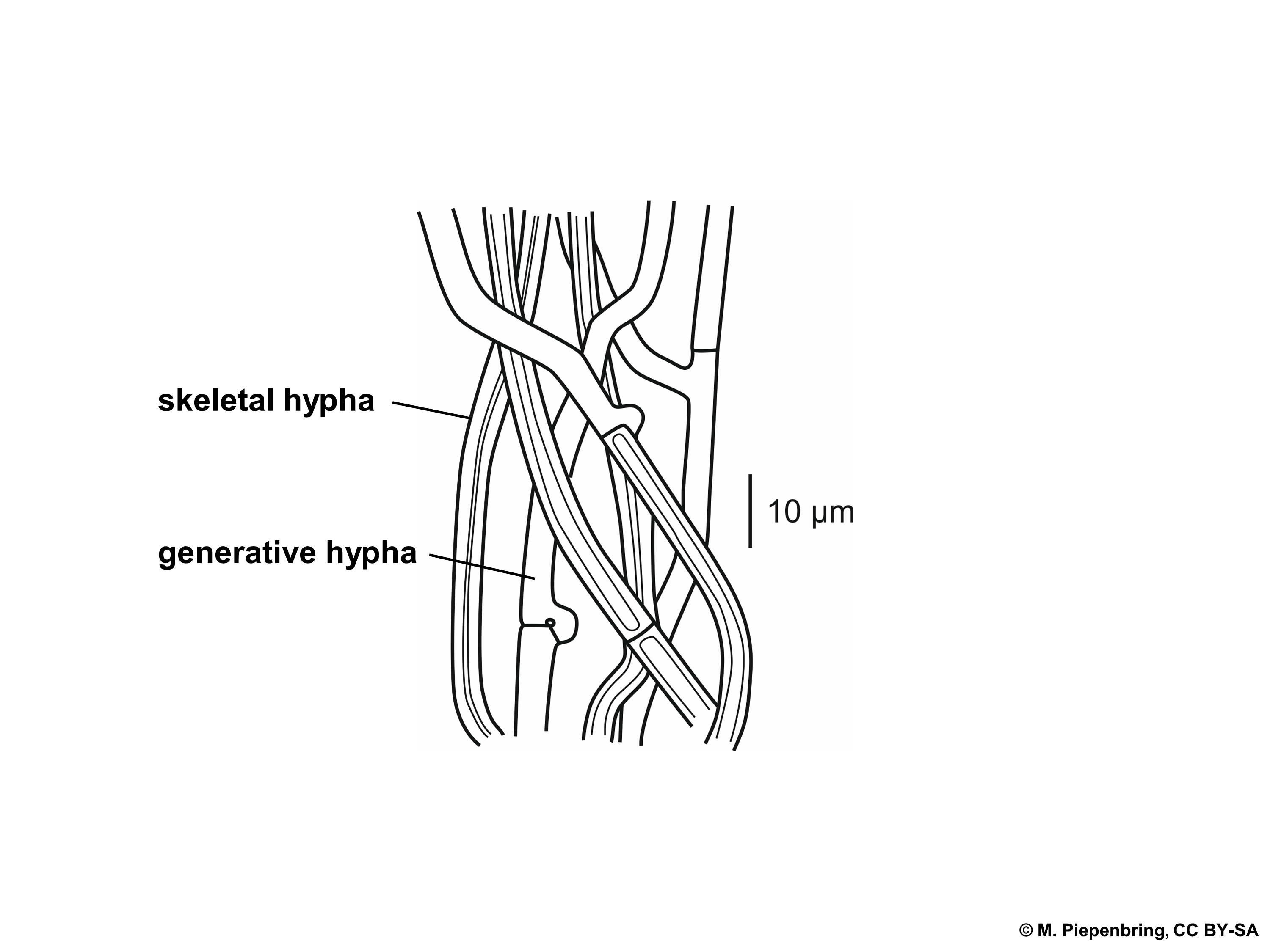
Strzępki generatywne i szkieletowe

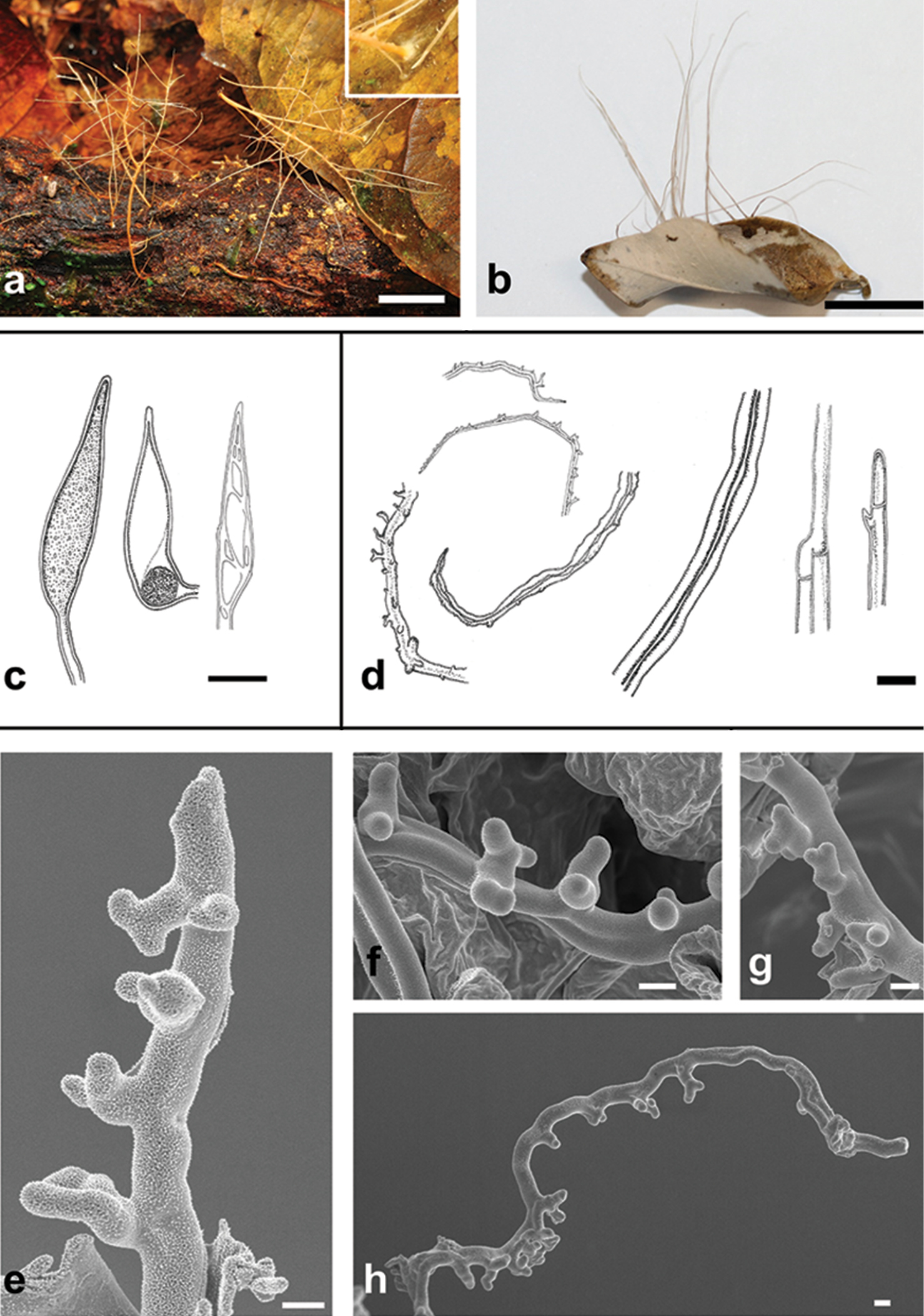
Baltazaria octopodites. a, b – owocniki, c – gleocystydy, d – strzępki szkieletowe nabrzmiałe pod działaniem KOH (trzecie od prawej) i strzępki generatywne (pierwsza i druga od prawej); e – h – strzępki szkieletowe z kołkami (w mikroskopie elektronowym)

Strzępka szkieletowa (łac. hyphae skeletal) – jeden z rodzajów strzępek u grzybów podstawkowych (Basidiomycota). U wszystkich ich gatunków występują strzępki generatywne, u niektórych także strzępki szkieletowe i strzępki łącznikowe. Jeśli występują u danego gatunku dwa rodzaje strzępek, jest to dimityczny system strzępkowy, jeśli wszystkie trzy rodzaje – trimityczny. Określenie budowy strzępek i rodzaju systemu strzępkowego odgrywa ważną rolę przy mikroskopowym oznaczaniu gatunków grzybów, a także przy ustalaniu ich pokrewieństwa i systematyki.
Strzępka szkieletowa jest zwykle nierozgałęziona, grubościenna lub pełna i tym różni się od zwykle cienkościennych strzępek generatywnych, które ponadto mają także przegrody, a czasami również sprzążki na tych przegrodach. Jednakże u niektórych gatunków można znaleźć słabo rozgałęzione strzępki bez przegród, które również nazywane są strzępkami szkieletowymi. Od strzępek łącznikowych strzępki szkieletowe odróżniają się tym, że mają taką samą średnicę na większości swojej długości, podczas gdy u strzępek łącznikowych ich boczne gałęzie wyrastające z głównego pnia zwężają się. Ponadto strzępki szkieletowe rosną w sposób bardziej kierunkowy; w kontekście promieniowo, w tramie pionowo, strzępki łącznikowe natomiast są bardziej chaotycznie ułożone.
W rodzaju Ganoderma występują drzewkowato rozgałęzione strzępki szkieletowe. Ich początkowa część na długości do 200 µm jest nierozgałęziona, a następnie tworzy boczne odgałęzienia podobne do drzewa. Gdyby obserwować tylko jej początkową część, można by ją uznać za strzępkę łącznikową. Strzępki łącznikowe mogą być bardzo podobne do właściwych strzępek szkieletowych. Aby pewnie stwierdzić rodzaj strzępki, konieczne jest zbadanie długich odcinków podejrzanych strzępek szkieletowych, czy nie ma na nich przegród, sprzążek i rozgałęzień. W mikroskopie z kontrastem fazowym strzępki szkieletowe załamują światło ze względu na grube ścianki. Ich wierzchołek zwykle jest cienkościenny i zmiana grubości ściany często następuje nagle. Na wierzchołkach strzępek szkieletowych mogą pojawić się przypadkowe przegrody, ponieważ są one gęściej wypełnione protoplazmą niż starsze części.
Przy badaniu strzępek szkieletowych ważne są także ich reakcje z odczynnikami. Za pomocą odczynnika Melzera określa się ich amyloidalność i dekstrynalność, ponieważ u niektórych gatunków pod jego wpływem zmieniają barwę na silnie czerwonawo-brązową (są dekstrynoidalne) lub szarawo-niebieskawą (są amyloidalne) i fakt ten ma często ważne znaczenie przy oznaczaniu gatunków. Ponieważ sam odczynnik Melzera jest bladożółty, zamoczone w nim strzępki również będą lekko zabarwione, ale tak słabe zabarwienie nie jest rakcją amyloidalną. Pod działaniem 3–5% KOH strzępki szkieletowe niektórych gatunków, np. wrośniaczek żelatynowaty (Cinereomyces lindbladii), stają się żelatynizowane lub silnie nabrzmiałe z rozmytymi konturami, czasami mogą nawet całkowicie rozpaść się w KOH, jak ma to miejsce w przypadku Piptoporus soloniensis. Konieczna jest wówczas zmiana odczynnika, aby ustalić prawdziwą naturę strzępek. Zastosowanie KOH ma zalety dla osób pracujących z mikroskopem z kontrastem fazowym, ale zarówno zarodniki, jak i strzępki mają tendencję do lekkiego pęcznienia i dawania pomiarów o około 1 µm większych niż te podane w pomiarach pod działaniem odczynnika Melzera, błękitu anilinowego i innych odczynników.
Strzępki szkieletowe mogą występować w subikulum, kontekście i tramie grzybów. Mogą mieć gładkie ściany, lub występują na nich wybrzuszenia i wyrostki zwane kołkami. Jeżeli wrastają do hymenium i wystają nad nie, lub zaginają się w nim, wówczas są to cystydy lub szkieletocystydy.